# Commission Internationale de l'Éclairage

CIE-1931-kleurruimte

De Commission Internationale de l'Éclairage (CIE), internationaal meer bekend als  International Commission on Illumination, is de internationale autoriteit op het gebied van licht, lichtbronnen, kleur en kleurruimte.
Het CIE-centraal-bureau is gevestigd in Wenen. De CIE werkt samen met de ISO-organisatie en wordt door ISO als een standaardiseringsgezelschap behandeld.
De CIE-kleurruimte, ontwikkeld in 1931, wordt nog altijd gebruikt om kleuren te definiëren, en als referentie voor andere kleurruimtes. De figuur is een tweedimensionale weergave van kleuren van dezelfde intensiteit (helderheid), volgens de standaard-CIE-1931-waarneming, die gebaseerd is op observaties van kleurmetingen bij mensen. Een volledige weergave van kleuren is eigenlijk driedimensionaal, waarbij de drie assen uitgedrukt worden als x, y en z. Door x+y+z op 1,0000 te stellen, kan men een tweedimensionale figuur maken zonder de waarde z te gebruiken. De z-waarde kan dan berekend worden uit: z = 1,0000 minus (x+y). De standaard-CIE-1931 is inmiddels vervangen door Standaard-CIE-1976.
De driedimensionale figuur ziet eruit als een piramide. Om een verschil tussen kleuren weer te geven is deze kleurruimte niet te gebruiken. Daarom is dit systeem verder ontwikkeld tot het CIELAB-systeem.